# SOKO

SOKO (slovensko Sokol) je bilo jugoslovansko predvsem vojaško letalsko podjetje s sedežem v Mostarju, v Bosni in Hercegovini.

## Zgodovina
Ustanovljeno je bilo leta 1950 pod imenom Preduzeće SOKO in pozneje preimenovano v SOKO Vazduhoplovna Industrija, Ro Vazduhoplovstvo. Sprva je bilo podjetje izdelovalec licenčnih vojaških letal za jugoslvansko vojno letalstvo. Ko je bila leta 1960, iz dotakratnega vodilnega podjetja vojaških letal Ikarus iz Novega Sada, prestavljena proizvodnja vojaških let v podjetje SOKO iz Mostarja, je že leta 1961 izšlo prvo letalo jugoslovanskega razvoja SOKO Galeb. Pozneje je podjete začelo tudi s proizvodnjo merilnih inštrumentov za letala in opreme za letališča. Sklenilo je tudi licenčno pogodbo za proizvodnjo helikopterjev Aérospatiale SA 341 in 342 pod imenom Gazela in še naprej proizvaja dele za različne modele Airbus. 
Glavni proizvodnji obrat, ki obstaja še danes, se je nahajala v Mostarju s površino 450.000 m² in nekoč 5000 zaposlenimi. Poleg so bili še dodatni obrati podjetja v mestih Čitluk, Grude, Ljubuški in Nevesinje, kar je znašalo skupaj cca 8000 zaposlenih. Za testiranje letal je podjtetje uporabljalo letališče Mostar.
Med vojno v Bosni in Hercegovini je bilo zemljišče podjetja zasedeno in veliko strojev in opreme ukradene ali uničene. Zaradi zloma gospodarstva se je število zaposlenih zmanjšalo na 450, kar predstavlja le 5% obratovalne obremenjenosti v času pred vojno. Različni poskusi ponoviti uspešnost podjetja, kakršna je bila pred razpadom Jugoslavije, niso obrodili sadov.

## Letala in helikopterji

### Vojaški
- SOKO J-1 Jastreb
- SOKO J-20 Kraguj
- SOKO J-22 Orao
- SOKO G-2 Galeb
- SOKO G-4 Super Galeb
- SOKO 522
- SOKO HO-42 Gazela
- SOKO HI-42 Hera
- SOKO HN-42M Gama
- SOKO HN-42M Gama 2
- SOKO HS-42 Gazela
- Novi Avion Projekt, ki je bil v nastajanju, vendar je bil zaradi razpada Jugoslavije opuščen.

### Civilni
- SOKO Gazela
- Soko SL-40 Liska